# Otto Sponheimer
Otto Sponheimer (* 19. Dezember 1886 in Nürnberg; †  14. März 1961 in Theuern bei Amberg) war ein deutscher General der Infanterie im Zweiten Weltkrieg.

## Leben
Otto Sponheimer trat im Oktober 1907 als Freiwilliger in die Bayerische Armee ein und avancierte Ende Mai 1909 zum Leutnant im 14. Infanterie-Regiment „Hartmann“. Mit diesem Verband nahm er am Ersten Weltkrieg teil, stieg bis 1918 zum Hauptmann auf und wurde mit beiden Klassen des Eisernen Kreuzes sowie dem Ritterkreuz IV. Klasse des Militärverdienstordens mit Schwertern ausgezeichnet. Nach Ende des Krieges erst in der Reichswehr, wurde er Ende September 1920 verabschiedet und wechselte er in den bayerischen Polizeidienst.
Im März 1935 erfolgte als Oberst seine Übernahme in die Wehrmacht. Von Oktober 1937 bis September 1939 war er Kommandeur des Infanterieregiments 24 in Braunsberg. Im Anschluss war er im Zweiten Weltkrieg zunächst als Generalmajor (Beförderung im Juni 1939) von Anfang November 1939 bis 10. Januar 1943 Kommandeur der 21. Infanterie-Division und wurde im April 1942 kurz durch Generalleutnant Wilhelm Bohnstedt ersetzt. Im Juli 1941 wurde er zum Generalleutnant befördert. Mit der Division stand er in der Eifel und nahm am Westfeldzug teil. Im September 1940 verlegte sein Großverband zum I. Armeekorps nach Ostpreußen. Er nahm u. a. an der Schlacht an der Luga und der Wolchowschlacht teil und wurde kurz vor der Zweiten Ladoga-Schlacht abgelöst. Für sein Wirken hatte Sponheimer am 8. August 1941 das Ritterkreuz des Eisernen Kreuzes sowie am 29. November 1942 das Deutsche Kreuz in Gold erhalten.
Im Juli 1943 war er kurz Kommandierender General des X. Armeekorps. Anfang August 1943, ebenfalls in diesem Monat zum General der Infanterie befördert, übernahm Sponheimer als Kommandierender General das LIV. Armeekorps (auch Gruppe Sponheimer genannt und nach seinem Ausscheiden in die Armeeabteilung Narwa überführt) und blieb in dieser Position bis Februar 1944. Mit dem LIV. Armeekorps vollzog er den Rückzug von Leningrad zur Panther-Linie und konnte dort für sechs Monate die russischen Angriffe mit einer geeigneten Defensivtaktik abwehren. Von Ende Juli bis Ende Oktober 1944 war er Kommandierender General des LXVII. Armeekorps, welches um Amiens und später um Breda agierte. Ab September 1944 hielt er mit immer weniger Soldaten, u. a. da die zugeteilten Division schlecht ausgerüstet und die 719. Infanterie-Division vom LXVII. Armeekorps abgezogen wurde, das Gebiet um Antwerpen.  Der Vormarsch der Alliierten konnte nicht verhindert werden und nachdem Bergen op Zoom verloren wurde, wurde Otto Sponheimer vom Kommando entbunden. Eine weitere militärische Verwendung blieb bis Kriegsende aus.
1946 erstellte er als German Military Studies für die Alliierten die Geschichte des LXVIII. Armeekorps (als Archivnummer B-236).